# Brabantska puščica
Brabantska puščica (izvirno nizozemsko Brabantse Pijl, angleško Brabant Arrow) je pomladanska enodnevna mini klasična kolesarska dirka v Belgiji, ki jo prirejajo od leta 1961. 
Ena izmed združenja sedmih Flandrijskih klasik, v katero spadajo še dirke Omloop Het Nieuwsblad, Gent–Wevelgem, Skozi Flandrijo, Dirka po Flandriji, Scheldeprijs in Brussels Cycling Classic.
Organizator dirke je WSC Rode Sportief Beersel, njen trenutni direktor pa je Pascal Demol.

## Trasa
Poteka v dveh belgijskih provincah Flamski Brabant in Valonski Brabant. Od leta 2020 naprej je del serije UCI ProSeries. Tradicionalno je na sporedu sredi aprila, v sredo, 3 dni po spomeniku Pariz–Roubaix.
Start dirke, ki je dolga nekaj čez 200 km, ima trenutno štart v mestu Leuven, nato čez predmestja Bruslja, pa skozi mesteca Beersel, Alsemberg, Sint-Genesius-Rode in z ciljem v mestu Overijse.
Belgijski kolesar Edwig Van Hooydonck ima rekordne 4 zmage, vse pa je dosegel v 1990ih. Trikrat je zmagal denimo Óscar Freire, leta 1972 pa je tu zmagal tudi sloviti belgijec Eddy Merckx.

## Zgodovina
Med leti 2005 in 2009 je bila dirka organizirana v okviru serije UCI Europe Tour (kategorije 1.1). 
Med leti 2010 in 2019 pa je napredovala v višji razred HC. Od leta 2020 je 2. kakovostnem razredu.

## Moški

### Zmagovalci po letih
| Leto | Zmagovalec           | Drugi                      | Tretji              |
| ---- | -------------------- | -------------------------- | ------------------- |
| 1961 | Pino Cerami          | Michel Van Aerde           | Willy Schroeders    |
| 1962 | Ludo Janssens        | Robert De Middeleir        | Raymond Impanis     |
| 1963 | Joseph Wouters       | Emile Daems                | Gustaaf De Smet     |
| 1964 | Arnaldo Pambianco    | Yvo Molenaers              | Victor Van Schil    |
| 1965 | Willy Bocklant       | Georges Van Coningsloo     | Piet Rentmeester    |
| 1966 | Jan Janssen          | Bas Maliepaard             | Jos van der Vleuten |
| 1967 | Roger Rosiers        | Jan Lauwers                | Emile Coppens       |
| 1968 | Victor Van Schil     | Willy Van Neste            | Eddy Beugels        |
| 1969 | Willy In ’t Ven      | Jos van der Vleuten        | Willy Monty         |
| 1970 | Herman Van Springel  | Victor Van Schil           | Georges Pintens     |
| 1971 | Joseph Spruyt        | Eddy Merckx                | Roger De Vlaeminck  |
| 1972 | Eddy Merckx          | Herman Van Springel        | Roger Swerts        |
| 1973 | Johan De Muynck      | Victor Van Schil           | Herman Van Springel |
| 1974 | Herman Van Springel  | Frans Verbeeck             | Freddy Maertens     |
| 1975 | Willem Peeters       | Michel Pollentier          | Gerrie Knetemann    |
| 1976 | Freddy Maertens      | Eddy Merckx                | Frans Verbeeck      |
| 1977 | Frans Verbeeck       | Gerrie Knetemann           | Willy Teirlinck     |
| 1978 | Marcel Laurens       | Herman Van Springel        | Ludo Peeters        |
| 1979 | Daniel Willems       | Gerrie Knetemann           | Eddy Schepers       |
| 1980 | Michel Pollentier    | Sean Kelly                 | Alfons van Katwijk  |
| 1981 | Roger De Vlaeminck   | Guido Van Calster          | Johnny Broers       |
| 1982 | Claude Criquielion   | Eddy Planckaert            | Ronny Van Holen     |
| 1983 | Eddy Planckaert      | Rudy Matthijs              | Alfons De Wolf      |
| 1984 | Ronny Van Holen      | Theo de Rooij              | Paul Haghedooren    |
| 1985 | Adrie van der Poel   | Jean-Marie Wampers         | Laurent Fignon      |
| 1986 | Johan van der Velde  | Eddy Planckaert            | Theo de Rooij       |
| 1987 | Edwig Van Hooydonck  | Peter Harings              | Jean-Marie Wampers  |
| 1988 | Johan Capiot         | Jean-Philippe Vandenbrande | Rolf Gölz           |
| 1989 | Johan Capiot         | Adrie van der Poel         | Dirk De Wolf        |
| 1990 | Frans Maassen        | Johan Capiot               | Noël Segers         |
| 1991 | Edwig Van Hooydonck  | Dirk De Wolf               | Maurizio Fondriest  |
| 1992 | Johan Capiot         | Paul Haghedooren           | Mario De Clercq     |
| 1993 | Edwig Van Hooydonck  | Franco Ballerini           | Andrej Čmil         |
| 1994 | Michele Bartoli      | Maarten den Bakker         | Gianni Bugno        |
| 1995 | Edwig Van Hooydonck  | Aleksander Gončenkov       | Dimitrij Konišev    |
| 1996 | Johan Museeuw        | Edwig Van Hooydonck        | Gianluca Pianegonda |
| 1997 | Gianluca Pianegonda  | Maarten den Bakker         | Michael Boogerd     |
| 1998 | Johan Museeuw        | Germano Pierdomenico       | Michael Boogerd     |
| 1999 | Michele Bartoli      | Michael Boogerd            | Daniele Nardello    |
| 2000 | Johan Museeuw        | Nico Mattan                | Rolf Sørensen       |
| 2001 | Michael Boogerd      | Scott Sunderland           | Axel Merckx         |
| 2002 | Fabien De Waele      | Erwin Thijs                | Chris Peers         |
| 2003 | Michael Boogerd      | Óscar Freire Gómez         | Luca Paolini        |
| 2004 | Luca Paolini         | Michael Boogerd            | Nico Sijmens        |
| 2005 | Óscar Freire Gómez   | Marc Lotz                  | Axel Merckx         |
| 2006 | Óscar Freire Gómez   | Karsten Kroon              | Nick Nuyens         |
| 2007 | Óscar Freire Gómez   | Nick Nuyens                | Kim Kirchen         |
| 2008 | Sylvain Chavanel     | Philippe Gilbert           | Juan Antonio Flecha |
| 2009 | Anthony Geslin       | Jérôme Pineau              | Fabian Wegmann      |
| 2010 | Sébastien Rosseler   | Thomas De Gendt            | Jurgen Van De Walle |
| 2011 | Philippe Gilbert     | Bjorn Leukemans            | Anthony Geslin      |
| 2012 | Thomas Voeckler      | Óscar Freire Gómez         | Pieter Serry        |
| 2013 | Peter Sagan          | Philippe Gilbert           | Bjorn Leukemans     |
| 2014 | Philippe Gilbert     | Michael Matthews           | Tony Gallopin       |
| 2015 | Ben Hermans          | Michael Matthews           | Philippe Gilbert    |
| 2016 | Petr Vakoč           | Enrico Gasparotto          | Tony Gallopin       |
| 2017 | Sonny Colbrelli      | Petr Vakoč                 | Tiesj Benoot        |
| 2018 | Tim Wellens          | Sonny Colbrelli            | Tiesj Benoot        |
| 2019 | Mathieu van der Poel | Julian Alaphilippe         | Tim Wellens         |
| 2020 | Julian Alaphilippe   | Mathieu van der Poel       | Benoît Cosnefroy    |
| 2021 | Thomas Pidcock       | Wout van Aert              | Matteo Trentin      |
| 2022 | Magnus Sheffield     | Benoît Cosnefroy           | Warren Barguil      |
| 2023 | Dorian Godon         | Ben Healy                  | Benoît Cosnefroy    |
| 2024 | Benoît Cosnefroy     | Dylan Teuns                | Tim Wellens         |
| 2025 | Remco Evenepoel      | Wout van Aert              | António Morgado     |

### Večkratni zmagovalci
| Zmage | Kolesar             | Edicija                |
| ----- | ------------------- | ---------------------- |
| 4     | Edwig Van Hooydonck | 1987, 1991, 1993, 1995 |
| 3     | Johan Capiot        | 1988, 1989, 1992       |
| 3     | Óscar Freire        | 2005, 2006, 2007       |
| 3     | Johan Museeuw       | 1996, 1998, 2000       |
| 2     | Michele Bartoli     | 1994, 1999             |
| 2     | Michael Boogerd     | 2001, 2003             |
| 2     | Philippe Gilbert    | 2011, 2014             |
| 2     | Herman Van Springel | 1970, 1974             |

### Zmage po državah
| Zmage | Država              |
| ----- | ------------------- |
| 39    | Belgija             |
| 7     | Nizozemska          |
| 7     | Italija             |
| 6     | Francija            |
| 3     | Španija             |
| 1     | Češka               |
| 1     | Združeno kraljestvo |
| 1     | Slovaška            |
| 1     | ZDA                 |